# Gliese 176
Gliese 176 is een rode dwerg met een spectraalklasse van M2.5V. De ster bevindt zich 30,94 lichtjaar van de zon.